# العلاقات الأردنية الناميبية
العلاقات الأردنية الناميبية هي العلاقات الثنائية التي تجمع بين الأردن وناميبيا.

## مقارنة بين البلدين
هذه مقارنة عامة ومرجعية للدولتين:
| وجه المقارنة                                              | الأردن                   | ناميبيا      |
| --------------------------------------------------------- | ------------------------ | ------------ |
| المساحة (كم2)                                             | 89.34 ألف                | 825.62 ألف   |
| عدد السكان (نسمة)                                         | 9.81 مليون               | 2.53 مليون   |
| الكثافة السكانية (ن./كم²)                                 | 109.81                   | 3.06         |
| العاصمة                                                   | عمان                     | ويندهوك      |
| اللغة الرسمية                                             | اللغة العربية            | لغة إنجليزية |
| العملة                                                    | دينار أردني              | دولار ناميبي |
| الناتج المحلي الإجمالي (بليون دولار)                      | 40.07 مليار              | 13.24 مليار  |
| الناتج المحلي الإجمالي (تعادل القوة الشرائية) بليون دولار | 82.80 مليار              | 25.60 مليار  |
| الناتج المحلي الإجمالي الاسمي للفرد دولار أمريكي          | 4.94 ألف                 | 4.67 ألف     |
| الناتج المحلي الإجمالي للفرد دولار أمريكي                 | 12.05 ألف                | 9.96 ألف     |
| مؤشر التنمية البشرية                                      | 0.748                    | 0.628        |
| رمز المكالمات الدولي                                      | +962                     | +264         |
| رمز الإنترنت                                              | .jo                      | .na          |
| المنطقة الزمنية                                           | ت ع م+02:00، ت ع م+03:00 | ت ع م+02:00  |

## منظمات دولية مشتركة
يشترك البلدان في عضوية مجموعة من المنظمات الدولية، منها:
| علم المنظمة | اسم المنظمة                                                | تاريخ انضمام الأردن | تاريخ انضمام ناميبيا |
| ----------- | ---------------------------------------------------------- | ------------------- | -------------------- |
|             | الاتحاد البريدي العالمي                                    | ?                   | ?                    |
|             | البنك الدولي للإنشاء والتعمير                              | 29 أغسطس 1952       | 25 سبتمبر 1990       |
|             | منظمة التجارة العالمية                                     | ?                   | ?                    |
|             | يونسكو                                                     | 14 يونيو 1950       | 2 نوفمبر 1978        |
|             | وكالة ضمان الاستثمار متعدد الأطراف                         | 12 أبريل 1988       | 25 سبتمبر 1990       |
|             | منظمة حظر الأسلحة الكيميائية                               | ?                   | ?                    |
|             | مؤسسة التمويل الدولية                                      | 20 يوليو 1956       | 25 سبتمبر 1990       |
|             | الاتحاد الدولي للاتصالات                                   | 20 مايو 1947        | 25 يناير 1984        |
|             | الأمم المتحدة                                              | 14 ديسمبر 1955      | 23 أبريل 1990        |
|             | العملية المشتركة للاتحاد الأفريقي والأمم المتحدة في دارفور | ?                   | ?                    |
|             | منظمة الشرطة الجنائية الدولية                              | ?                   | ?                    |

## وصلات خارجية
- موقع وزارة الخارجية الأردنية